# Marty Balin
Pour les articles homonymes, voir Balin et Buchwald.
Martyn Jerel Buchwald, dit Marty Balin (né le 30 janvier 1942 à Cincinnati en Ohio et mort le 27 septembre 2018 à Tampa en Floride) est un chanteur américain.
Il est connu comme chanteur et fondateur du Jefferson Airplane, groupe pionnier du rock psychédélique formé à San Francisco.

## Biographie
À la fin de son adolescence, Martyn choisit de devenir un artiste et un musicien. Parmi ses influences se trouve l'œuvre du compositeur de musique savante Edgar Varèse.
En 1962, Martyn se renomme Marty Balin. Il enregistre Nobody But You et I Specialize in Love sans grand succès. Il part alors travailler avec son père et se marie. Son intérêt pour la musique étant toujours présent, en 1963-1964, il continue à jouer dans un groupe de folk nommé The Town Criers avec ses amis Larry Vargo, Jan Ellickson et Bill Collins.

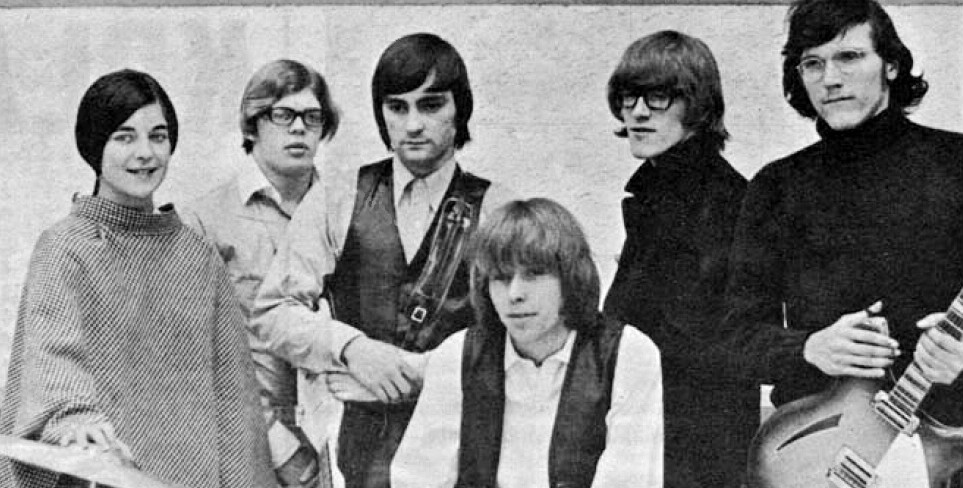
Jefferson Airplane début 1966. De gauche à droite : Signe Anderson, Jack Casady, Marty Balin, Skip Spence, Paul Kantner et Jorma Kaukonen.

À la fin des années 1960, il devient le chanteur du Jefferson Airplane. Il s'est produit avec le groupe à Woodstock en 1969 et au concert désastreux d'Altamont Speedway où il fut assommé par un Hells Angels (événement visible dans le film Gimme Shelter).
En 1971, il quitte Jefferson Airplane, puis en 1973, il enregistre un album sous le nom de Bodacious D.F.. L'année suivante, il rejoint Jefferson Starship (successeur du Jefferson Airplane) et contribue à la chanson Caroline sur l'album Dragon Fly. Il rejoint officiellement Jefferson Starship en 1975. Vers la fin de 1978, après les succès de Miracles, With Your Love, Count on Me et Runaway avec Starship, Balin décide de partir de nouveau.
En 1981, il sort un album solo Balin, comportant deux succès, Hearts et Atlanta Lady. Et un autre succès sur l'album Lucky  What love is  en 1983. En 1986, il forme avec Paul Kantner et Jack Casady un nouveau groupe, le KBC Band. Une tentative de reformer le groupe Jefferson Airplane en 1989 avec la plupart des premiers membres est un échec. En 1991, Marty Balin et Kantner forment le Jefferson Starship - The Next Generation.
En 2009, Marty Balin continue à jouer avec Jefferson Starship TNG. Il s'est également mis à la peinture.

## Discographie

### En solo
- 1981 : Balin
- 1983 : Lucky
- 1983 : There's No Shoulder
- 1990 : Balince (compilation)
- 1991 : Better Generation
- 1997 : Freedom Flight
- 1999 : Marty Balin Greatest Hits

### Avec Jefferson Airplane
- 1966 : Jefferson Airplane Takes Off
- 1967 : Surrealistic Pillow
- 1967 : After Bathing at Baxter's
- 1968 : Crown of Creation
- 1969 : Bless Its Pointed Little Head
- 1969 : Volunteers
- 1974 : Early Flight
- 1989 : Jefferson Airplane

### Avec Bodacious D.F.
- 1973 : Bodacious D.F.

### Avec Jefferson Starship
- 1974 : Dragon Fly
- 1975 : Red Octopus
- 1976 : Spitfire
- 1978 : Earth
- 1999 : Windows of Heaven (Jefferson Starship - The Next Generation)

### Avec KBC Band
- 1986 : KBC Band